# آبشار گومولاهرا
آبشار گومولاهرا (به انگلیسی: Goomoolahra Falls) آبشاری است که در کوئینزلند، استرالیا واقع شده و ارتفاع کلی ریزشگاه آن ۲۱ متر است.